# Ignacio Jáuregui
Ignacio Jáuregui Díaz (31 de juliol de 1938) és un exfutbolista mexicà.

## Selecció de Mèxic
Va formar part de l'equip mexicà a la Copa del Món de 1962. Un cop retirat fou entrenador.